# Ri Jun-il
Dans ce nom coréen, le nom de famille, Ri, précède le nom personnel.
Ri Jun-il (coréen : 리준일), né le 24 août 1987 à Pyongyang, est un footballeur international nord-coréen. Il évolue actuellement au Sobaeksu SG dans le championnat national nord-coréen au poste de défenseur. 

## Carrière internationale
Il fait partie des 23 joueurs nord-coréens sélectionnés pour participer à la coupe du monde 2010.